# Bénédiction des bateaux

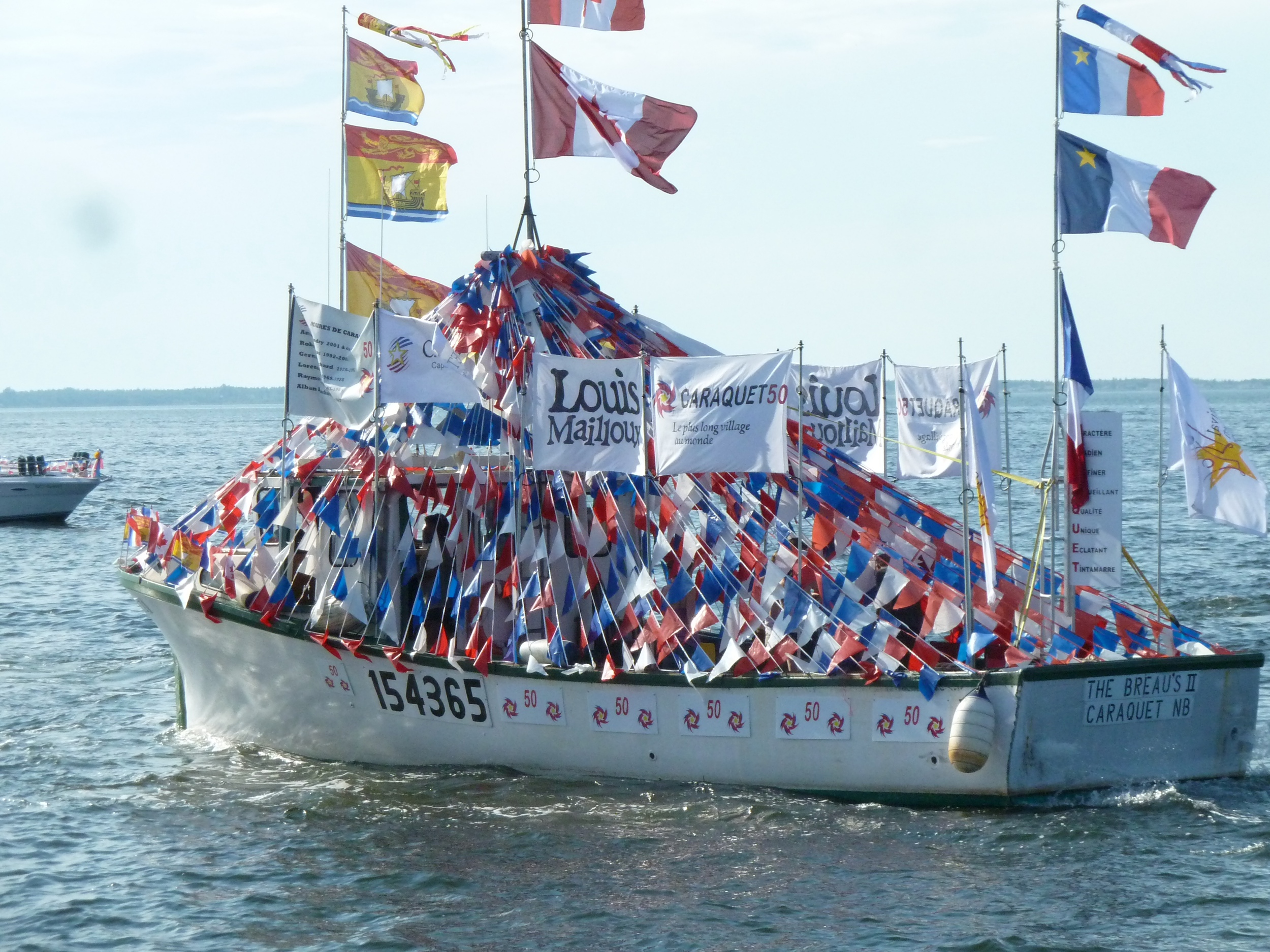
Bénédiction des bateaux à Caraquet, au Canada.

La bénédiction des bateaux et le baptême des bateaux sont des cérémonies religieuses ou laïques organisées à l'occasion de lancement de bateaux ou d'autres événements maritimes dans de nombreux pays. Elles sont principalement de nature catholique et protestante. La bénédiction proprement dite est une pratique courante pour d'autres catégories de publics, véhicules ou troupeaux par exemple.

## Australie
Une bénédiction des bateaux est organisée dans la plupart des ports.

## Canada
La bénédiction des bateaux a lieu en Acadie à l'été depuis les années 1930, parfois à l'occasion de la fête de la sainte Anne - le 26 juillet - mais en général durant le festival acadien local. Tous les bateaux de la région sont alors pavoisés de drapeaux et de banderoles. L'une des plus populaires est celle du festival acadien de Caraquet. À Cap-Pelé, le meilleur pêcheur est couronné roi. Dans ce village, on rappelle le souvenir des pêcheurs morts en mer et une veuve jette à l'eau une couronne funéraire avant que le curé ne bénisse la flotte.

## États-Unis
La bénédiction des bateaux est populaire sur la côte est[réf. nécessaire].

## France

### Baptême
Selon le proverbe : « un navire qui n’a pas goûté au vin goûtera au sang ». Le baptême d'un bateau consiste donc à jeter une bouteille de vin ou de champagne contre la coque d’un bateau afin que la bouteille se brise, et que son contenu se répande sur la coque. Cette pratique a pour objectif de porter chance et de s’assurer un bon voyage.
Une bouteille qui ne se brise pas est un signe de mauvais présage pour le bateau : c’est pour cela que les bouteilles utilisées aujourd’hui sont souvent légèrement sciées afin de s’assurer qu’elles se brisent bien en frappant la coque.

### Bénédictions
Il existe un peu partout sur les cotes françaises des cérémonies de bénédiction, généralement en été lorsque les plaisanciers sont les plus nombreux. À La Ciotat, la bénédiction est couplée avec une procession de bateaux, puisque ce sont eux qui se déplacent pour aller se faire bénir par le prêtre. À Quiberon, la cérémonie suit une messe célébrée elle aussi le 15 août, tout comme à Haverskerque, dans le Nord.
Le succès de cette cérémonie lui a valu d'être étendue à d'autres types de véhicules, comme les voitures à Surgères.

## Suisse
La première cérémonie de bénédiction de bateaux à Genève a eu lieu en 2018, avec la participation d'un prêtre et d'un pasteur, alors que la pratique est répandue dans d'autres ports bordant le Léman. L'objectif est de commémorer l'âme des marins péris en mer, et de bénir les plaisanciers et leur embarcation pour les protéger. La pratique est courante pour d'autres catégories de publics :  motards, cyclistes, pilotes d'avion, mais aussi troupeaux.